# ヴァレリー・ポタペンコ
ヴァレリー・ニコラエヴィチ・ポタペンコ（ロシア語: Валерий Николаевич Потапенко、Valery Nikolaevich Potapenko、1958年6月10日 - ）は、ロシアの政治家。2006年から2009年までネネツ自治管区知事。ソビエト連邦タジク共和国（現、タジキスタン）出身。
1980年タジク大学を卒業する。同年タジク大学助手。1982年タジク共和国国家保安委員会（KGB）勤務。1992年ロシア連邦保安庁（FSB）サンクトペテルブルク市ならびにレニングラード州支部に転属する。2004年8月、ネネツ自治管区連邦検事長に任命される。2006年6月、ネネツ自治管区行政長官（知事）に任命され、2009年2月まで務めた。